# Platynus agilis
Platynus agilis är en skalbaggsart som beskrevs av Leconte 1863. Platynus agilis ingår i släktet Platynus och familjen jordlöpare. Inga underarter finns listade i Catalogue of Life.